# Домонік Бедгуд
Домонік Бедгуд (англ. Domonic Bedggood, 18 вересня 1994) — австралійський стрибун у воду.
Учасник Олімпійських Ігор 2016 року.
Призер Чемпіонату світу з водних видів спорту 2015 року.
Переможець Ігор Співдружності 2014, 2018 років.